# Кук, Холли
Холли Кук-Таннер (англ. Holly Cook-Tanner, в девичестве Кук; родилась около 1971 года) — американская фигуристка, выступавшая в одиночном катании. Бронзовый призёр чемпионата мира (1990) и бронзовый призёр чемпионата США (1990).
Встала на коньки ещё ребёнком. К спорту её приобщила мать, Марджи Кук, которая каталась по замёрзшим водоёмам, а позже посещала секцию фигурного катания. Холли обучалась в средней школе «Вьюмонт» в Баунтифуле (Юта).
Сильной стороной Кук было выполнение обязательных фигур, составлявших одну треть общей оценки. Она выделялась, на общем фоне фигуристов, нетрадиционным подходом к выбору музыкального сопровождения — одна из её программ была поставлена под музыку рок-группы «Европа», в то время как другие выступали под классические композиции.
Тренировалась под руководством Криса Шерарда. В 1991 году завершила соревновательную карьеру. Впоследствии работала тренером и судьёй по фигурному катанию. В 1992 году вышла замуж за школьного знакомого Джейсона Таннера и родила четверых детей. Её сын, Пейден Джейсон Таннер, занимался хоккеем.

## Результаты
| Соревнования             | 84/85         | 85/86         | 86/87         | 87/88         | 88/89         | 89/90         | 90/91         |
| Международные            | Международные | Международные | Международные | Международные | Международные | Международные | Международные |
| ------------------------ | ------------- | ------------- | ------------- | ------------- | ------------- | ------------- | ------------- |
| Чемпионат мира           |               |               |               |               |               | 3             |               |
| Skate Canada             |               |               |               |               |               |               | 3             |
| Skate Electric           |               |               |               |               |               |               | 1             |
| International de Paris   |               |               |               |               |               | 2             |               |
| Skate America            |               |               |               |               | 4             |               |               |
| Nebelhorn Trophy         |               |               | 1             |               |               |               |               |
| NHK Trophy               |               |               | 4             |               |               |               |               |
| Юниорский чемпионат мира |               | 8             | 4             |               |               |               |               |
| Национальные             |               |               |               |               |               |               |               |
| Чемпионат США            |               | 10            |               | 6             | 4             | 3             | 6             |
| Юниорский чемпионат США  | 3             |               |               |               |               |               |               |